# ドメスティックな彼女
『ドメスティックな彼女』（ドメスティックなかのじょ）は、流石景による日本の漫画作品。『週刊少年マガジン』（講談社）にて2014年21・22合併号から2020年28号まで連載された。略称は「ドメカノ」。

## 概要
流石景にとって2作目の『週刊少年マガジン』連載漫画。ロゴは手書き風の文字に「DOME×KANO」というローマ字が併記されている。2020年2月時点で単行本の累計発行部数は500万部を突破している。
前作の『GE〜グッドエンディング〜』同様、青少年のラブコメディを題材としている。少年誌としては珍しく、淫行や不倫などの「不道徳」な要素がピックアップされている。さらにネグレクトや薬物依存、LGBTといった社会問題も含まれている。主要キャラクターたちの複雑な恋愛事情によるシリアス展開に加え、従来の少年漫画的なギャグコメディ要素を織り交ぜた作風が特徴。
タイトルの「ドメスティック（domestic）」は英語で「家庭内の」という意味であるが、その語感からドメスティックバイオレンス（家庭内暴力）を扱った作品だと誤解されないよう、作者は念のために単行本第1巻のカバー下にて「バイオレンスな物語ではない」と説明している。
単行本では、女性の裸体描写において雑誌では描かれていなかった乳首を追加するなどの修正が施されている。増刊『マガジンSPECIAL』の2014年8月号には番外編が掲載され、第1巻に収録された。第4巻と第8巻には初版限定で袋とじページが設けられ（いずれも電子書籍版は除く）、先述の要素が過激すぎて描けない過去話の性行為を描く番外編が、乳首付きで描き下ろされている。単行本12巻の特装版では後述の書き下ろし小説が、新作1本・書き下ろしイラストを加えた形で小冊子として同封され、単行本15巻の特装版では文芸部メンバーのその後を描き下ろした番外編と、ももと律が結ばれる話を描いた番外編が小冊子として同封されている。
雑誌限定での掲載とされている特別企画もあり、2016年第48号（10月26日発売）には「ドメスティックな官能小説」と銘打った冬野ひつじによる書き下ろし小説が、2016年51号（11月16日発売）と2017年18号（4月5日発売）には袋とじ企画として、それぞれ夏生と瑠衣、夏生と陽菜の2度目の性行為が、袋綴じの形で乳首付で書き下ろされ、それぞれ掲載されている。また、2019年6号では、瑠衣がニューヨークに行く前に夏生と行為に及ぶ話が袋綴じの形で書き下ろされて掲載されている。
単行本への収録に際しては、基本的には雑誌掲載順のままとなっているが、第6巻では第55話までの雑誌掲載分（2015年第30号分まで）の後、2015年第36・37合併号（2015年8月5日発売）掲載分の最終3ページ分のエピソードが入り、雑誌の本来の掲載順と一部異なった形で収録されている。

## あらすじ
プロローグ：まさかの一つ屋根の下
単行本：1巻 - 2巻（第1話 - 第11話）、アニメ：1話 - 4話
小説家志望の赤森高校2年・藤井夏生は、英語教師である橘陽菜に思いを寄せていた。ある日、夏生は友人に誘われ参加した他校生女子との合コンで橘瑠衣と出会い、成り行きで肉体関係を持つ。今後一切関わらないと言って瑠衣と別れた夏生だったが、その数日後、父・昭人の再婚が決定。相手の女性にも夏生と同年代の連れ子がいるという。藤井家に挨拶に訪れた女性・橘都樹子が連れていたのはなんと陽菜と瑠衣であった。義兄弟となる相手がかたや想い人、かたや初体験の相手という事情から当初は再婚に否定的だった夏生だが、母を想う瑠衣の気持ちを知り再婚に賛成する。こうして2人と義理の兄弟になるという奇妙な生活が始まるのだった。瑠衣はこれを機に夏生や陽菜がいる赤森高校へ転校。
やがて、陽菜が不倫をしていることを知った夏生は、瑠衣と共に彼女に不倫相手の萩原柊との別れを迫り陽菜は別れを決意する。その後、不倫相手と別れた陽菜と出かけた夏生は彼女に想いを打ち明けるが、陽菜は「私たち2人が付き合うことは一緒に死ぬということ」と諭し、義姉弟の関係でとどまることになった。
文芸部入部
単行本：2巻 - 5巻（第12話 - 第36話）、アニメ：5話 - 9話
瑠衣のクラスメートである柏原ももと知り合った夏生は彼女と肉体関係を結ぶ寸前にまで至るが、手首の傷跡から彼女の事情を窺い知り関係を思いとどまる。夏生は部活に入りたいと言い出した瑠衣を案内する過程で文芸部の存在を知り、現代文教師である桐谷怜士の影響もあって葦原美雨が部長を務める文芸部に入部する。ももと瑠衣も直後に入部。ももや美雨といった他の女子と仲睦まじい様子の夏生に対して、瑠衣の中に夏生に対する気持ちが目覚め始め、瑠衣が一方的に迫る形で2人はキスをする。
夏休みに、文芸部員に陽菜、美雨の妹・美夜を加えたメンバーでキャンプを行った際、陽菜は不倫相手だった萩原の離婚を萩原の先輩であった桐谷から知らされ、その話を隠れて聞いていた夏生は動揺する。また、川で溺れかけた美夜を助けようとして自分も溺れそうになった夏生に対し、瑠衣は自らの気持ちを打ち明けキスをした。キャンプ後、小説執筆に使用する資料を借りるために高校に顔を出した夏生は、新学期から転校してきた松川・J・アレックスと出会う。2人は、帰宅途中に下着泥棒を捕まえ、その際に被害を届けに警察を訪れた瑠衣を見かけてアレックスは一目惚れし夏生に瑠衣を紹介するよう依頼する。夏生は言われるがままに瑠衣にアレックスの瑠衣への好意を仄めかしたものの、瑠衣はその申し出を断り無言で激怒した。瑠衣に謝るため彼女の部屋を訪れた夏生は瑠衣と再びキスするが、その場面を陽菜に目撃されてしまう。
瑠衣と同様、夏生に対して恋心を抱きはじめていた陽菜は瑠衣の気持ちを知ったことで衝動的に家を出ると発言。夏生や瑠衣との話し合いの結果、実際に一人暮らしを始めることになった。引越しの当日陽菜からアパートの鍵を渡された夏生は、後日彼女の新居を訪ね、覚悟を込めた想いを改めて陽菜に打ち明け2人は唇を重ねた。こうして正式に陽菜と付き合うことになった夏生は瑠衣に対して、幼馴染みである栗本文哉の家に行くという嘘の口実を使い度々陽菜の家を訪れるようになる。
新学期、学園祭
単行本：5巻 - 6巻（第36話 - 第47話）、アニメ：9話 -  11話
新学期になり、各々が学園祭の準備に奔走する中、桐谷の過去怪文書が校内に出回る。その中で迎えた学園祭、文芸部は部誌販売と合わせて喫茶店を開いたが、2日目の開店前に教室を荒らされてしまう。ももの機転で教室を荒らした犯人（怪文書を送った犯人でもあった）を見付けることができたが、その犯人は桐谷の元教え子であり、桐谷の異動の原因を作った楠本沙希であった。桐谷は楠本に対しての暴力行為から一週間の謹慎処分とされるが、その対応に納得のいかなかった夏生らは桐谷の自宅を訪ねる。その際、桐谷が「蓮川 要」のペンネームで小説執筆の副業をしていることを知るが、夏生はかねてから蓮川の作品に心酔しており、憧れの作家が身近にいたことに感銘を受ける。
その後、夏生は美雨に対し桐谷の家での言動をからかうも、恥ずかしさを押さえられなくなり取り乱した美雨の行動によってその美雨から「やだもう藤井君てば！」と夏生に語って腕に叩かれ、その夏生は階段から落下し、右足骨折のを大怪我を負う。夏生を看病することになった瑠衣は、文哉がバイトをしている喫茶店「ラマン」を訪れた際、夏生が外出する際に使う「友人の家に行く」という口実が嘘であったことを知る。その後、瑠衣は夏生の小説を読んでしまったことで、夏生が陽菜のアパートに通っているのではないかと確信し、ある雨の日、傘を持って陽菜のアパートを訪れ、陽菜といる夏生に遭遇する。その直後、瑠衣は夏生の陽菜への今までとこれからの想いを聞かされることになると同時に、夏生から裏切られていたことも痛感することとなる。その翌日、瑠衣は自身の恋心に抗うため、夏生に対して夏生を嫌いになる決心をしたということを告げる。
修学旅行、小説家への決心
単行本：6巻 - 7巻（第47話 - 第58話）、アニメ：11話
そんな波乱の中、学校では修学旅行の時期になる。旅行前、瑠衣は夏生のことを諦める手段としてアレックスとキスしようとするも思い留まる。修学旅行先である沖縄に着いた1日目の夜、友人が外出して1人になった瑠衣の部屋に、泡盛を使った調味料によってダウンしたときに聞いた瑠衣と夏生の会話に嫉妬し、自らのアルコールへの弱さと酒癖の悪さを利用しようと先程の泡盛を使用した調味料を摂取して泥酔したアレックスが尋ね、鍵を閉め瑠衣を監禁、肉体関係を強要するが、たまたま瑠衣に電話をかけた夏生が異変に気づき部屋に突入、肉体関係1歩手前で踏みとどまらせる。その後夏生は瑠衣と義兄妹である上に肉体関係を持ったことがあるということをアレックスに告白、アレックスも夏生や瑠衣に行為を謝罪した。
翌日、夏生は陽菜が友人に対して「現実的に考えて夏生との関係をそこまで本気にしないようにしている」と言っているところを偶然盗み聞いてしまう。その夜、夏生は陽菜を呼び出し本気になって欲しいと頼むが、陽菜が出した答えは別れたほうがいいというものだった。しかし、一大イベントの花火大会を抜け出して陽菜の部屋を訪ね、旅行の途中で買った指輪を差し出しプロポーズする夏生の想いに、陽菜も応える。そのまま2人はキスをし体を重ねた。旅行後、文芸部全員で応募していた文学賞の結果が発表され、唯一瑠衣の作品が佳作に入賞。自身の作品が入賞しなかったことで才能の有無について悩んだ夏生は桐谷に弟子入りを申し入れるも断られ、さらには小説に対する気持ちの甘さを指摘される。瑠衣の思いやりにも触れた夏生は1週間に1本の短編小説を執筆し桐谷には顧問としての指導を仰ぐことを決心した。
陽菜との別れ
単行本：7巻 - 8巻（第58話 - 第72話）、アニメ：12話
瑠衣の佳作入賞祝いのために久々に藤井家に帰宅した陽菜であったが、夏生との義姉弟らしからぬ仲睦まじさに違和感を覚えた母から2人の関係について何もないことを確かめられた上に釘を刺されてしまう。これを受け夏生に対して「2人で遠くへ行きたい」と漏らした陽菜だったが、夏生はそんな陽菜のために日光旅行を計画する。旅行の中で陽菜は母とのやりとりを告白、夏生は2人の関係を認めてもらえるように早く1人前の小説家になることを決意した。しかしそんな中で、修学旅行に同伴していたカメラマンが撮影した写真の中に陽菜と夏生の関係を決定づける、部屋でキスをしあう二人の写真が見つかり、陽菜は校長らから2人の関係性を問い詰められる。陽菜は土下座をし、夏生との関係を問題としない代わりに自ら冬季休暇を機に他校へ異動することを申し出た。陽菜は夏生には一切このことを告げず、退任式後、夏生に会うことなく去ってしまう。その結果陽菜と夏生は事実上破局。陽菜の元の部屋に手紙は置いてあったものの、陽菜に直接別れを告げてもらえれなかった夏生は悲しみに暮れ引きこもってしまう。
瑠衣、文哉の問いかけや「ラマン」のマスターの言葉もあり陽菜への思いを整理するために長編の小説を書くことを決意。再び数日部屋に閉じこもって執筆を続け、年が明けた1月1日の朝ついに小説が完成した。冬休みが明けしばらくして夏生は桐谷に呼び出され冬休み中に書いた長編小説が新虹社の文藝賞を受賞したことを告げられる。夏生は瑠衣にそのことを伝え、感謝の気持ちに何かプレゼントをしたいと申し出るが、瑠衣が提示したのは「明日１日言うことを聞いて欲しい」というものだった。それを受け入れた夏生は瑠衣の要求に応えその1日を終える。そしてその夜、瑠衣は夏生に対して「もう陽菜には遠慮しない」と宣言する。
進級、新たな出会い
単行本：8巻 - 10巻（第73話 - 第85話）
新学期が始まり、夏生は前述の瑠衣の宣言から徐々に瑠衣を意識するようになる。また、新入生の樺沢史乃、桜坂律、芝崎昴が文芸部の見学に参加。美雨は昴が数々の文芸賞を受賞している実力者であることを知っており、それを聞いた夏生は感心する。しかし、昴は数ある賞の中でももっとも栄誉があり、自身は何度も逃し続けている新虹社の文藝賞を受賞している夏生からの賞賛を素直に受け取ることが出来ず、夏生を敵視する。そして、夏生に対して「負けた方が執筆業を断念する」と言う条件で小説での対決を挑む。しかし結果は夏生の圧勝に終わり、夏生からの提案で昴の正式入部が決まった。昴は結果に納得していなかったが、それまでの夏生の努力と、顧問が自身が心酔する「蓮川要」であり、その顧問が夏生の作品を認めていることを知り、夏生に対する敵視は終わった。
無事小説家への道を死守した夏生であったが、ある日陽菜の元交際相手である萩原柊と偶然再会、陽菜はもうすでに夏生のことは忘れていると伝えられる。それを聞いて小説家を目指す意味を失いかけた夏生であったが、「今度はあたしのために書いて」という瑠衣の言葉によって自分のためではなく読者のために小説を書くということを目標に創作意欲を取り戻したのであった。そのことについて、文哉に「いつもルイちゃんに助けられてんのな」と言われ瑠衣の存在の大きさに気づいた夏生は、瑠衣へお礼にとヘアゴムとヘアピンをプレゼント。また、アレックスとの勉強会を通して、自らが抱く瑠衣への気持ちが確実に大きなものになっていることを確信する。しかし夏生は、陽菜のときと同じ失敗を繰り返さないためにと意識的に瑠衣を遠ざけてしまう。しかし、失くしたヘアピンを探し夜遅くまで帰宅しなかった瑠衣の姿を目の当たりにし、瑠衣が抱く自分への強い想いを改めて痛感。結果的にその想いと向き合い受け入れることになった。
それぞれの夢
単行本：10巻 - 12巻（第86話 - 第107話）
文芸部員を始め、他の生徒たちが進路についての話題で盛り上がる中、大学には行かないと宣言したものの自分が何がしたいのか掴めずにいた瑠衣であったが、街で偶然実の父でイタリアンレストランを営む幹本丈と再会、料理について熱弁する実父の影響から自分も料理人を目指すことを決意する。しかし、元夫がらみの件であるがために瑠衣の母はそれに反対、瑠衣も家を出てしまう。その後丈の店で寝泊まりしながら料理の修行を積み、やがて自分の料理で母を説得することを試みた。丈の弁明もあり母は態度を軟化、瑠衣の意志を受け入れた。
夏休みに入ると、桐谷の小説が実写映画化する関係でその撮影見学を目的とする伊豆大島旅行が計画された。実は、そこは陽菜の赴任先であり、そのことを学校側から聞き出していた瑠衣は夏生にあえてそのことを教えずにいたが、夏生は偶然陽菜を目撃してしまい、「会ってほしくない、渡したくない」と懇願する瑠衣の制止を振り切り陽菜を訪ねる。しかし、萩原の言っていた通り、陽菜は既に夏生との関係を過去のものとして切り替えており夏生に対しても素っ気ない態度を取った。その事実に落胆した夏生は小説を書く手をも止めてしまう。それを見かねた担当編集者の蔦谷聡一郎は夏休みの間作家の桃源繁光の書生として活動することを勧めた。夏生はその過程で、取材によって自分の世界を広げるということを学び、桃源とともに訪れたキャバクラで知り合ったキャバクラ嬢の樹里（梅田百合）への取材を基に小説を書き進める中で、人の心の機微を描くことの面白さに気づいていく。
最後の学園祭
単行本：12巻 - 13巻（第108話 - 第117話）
夏休みが明けると最後の学園祭の時期となった。文芸部では前年に引き続き部誌の販売に併せて茶屋を開いた。大島での一件以降夏生と瑠衣との間には大きな溝が入ってしまい、学園祭でも夏生はももと、瑠衣はアレックスと行動を共にする。それぞれのペアでカップリングイベントに参加する過程で、ももとアレックスはそれぞれ夏生と瑠衣に改めて想いを打ち明け交際を求めるも成就せず。夏生は文芸部の部室でももに迫られる最中、瑠衣のカバンの中に大島で捨てられたと思われていたヘアピンとヘアゴムを発見。瑠衣への想いを再確認し告白、2人はようやく結ばれた。
大学受験、卒業
単行本：13巻 - 15巻（第118話 - 第137話）
小説家を目指すことを理由に一時は大学受験をしないことも視野に入れていた夏生であったが、桃源や桐谷からの言葉に感化され大学を目指すことを決意。志望大を桐谷と同じ茗治大学の文学部とした。また、それと同時に予備校にも通い始めたため、瑠衣とも次第にすれ違いが生じるようになる。そのことに不満を持っていた瑠衣に対して申し訳なく感じた夏生は、付き合い始めた時に作った「家では“そういうこと”はしない」というルールを一夜限りで解禁、互いに初体験だったときと同じ口上で瑠衣を誘い、体を重ねた。予備校では同じクラスとなった椿姫愛里栖とライバル関係となり文字通り切磋琢磨したことで成績を急激に伸ばして行った。愛里栖は自らの醜貌故に卑屈な性格になっており、夏生はその原因となった愛里栖の幼馴染との関係を取り持った。
クリスマスの日、夏生は文藝大賞の賞金を使って両親へ伊豆旅行をプレゼント、瑠衣と2人きりの環境を作った上で青森へ旅行を計画。旅行中には夏生との関係が初めての恋愛関係であるが故に抱く瑠衣の不安や不満を受け止め関係を再確認した。年末、瑠衣がイタリアへの料理留学へ旅立った一方で、1年ぶりに陽菜が帰宅。陽菜の帰宅を瑠衣に伝えるかどうかで悩む夏生はリビングで陽菜が母に教師を辞めることを相談しているところを聞いてしまい、自責の念に駆られる。愛里栖の助言もあり、陽菜に自分の想いを打ち明けた。
センター試験が終わり、一定の手応えを感じた夏生は両親に春から一人暮らしをしたい旨を相談、快諾を得る。2月に行われた茗治大学文学部の入学試験も無事合格した。3月の合格発表時には茗大生の木梨まおに出会う。
卒業式の日、律がももに告白し2人は交際関係に。夏生と瑠衣は卒業式後最後の制服デートに出かける。そのころ陽菜は教師生活最後の日を終え、伊豆大島での生活に別れを告げた。
新生活スタート
単行本：15巻 - 16巻（第138話 - 第153話）
晴れて大学生となった夏生は登校初日、合格発表の日に出会ったまおと再会する。まおの勧誘により演劇サークル「フォレスター」の部室を訪れた夏生であったが、文芸サークルの誘惑にも逆らいきれずにいた。しかし、恩師である桐谷がフォレスターのOBであることを知ると、演劇の脚本担当という新たな挑戦への意欲を感じるようになりフォレスターへ入部、脚本担当として新人公演の脚本執筆を任されることとなった。また、成り行きでおとずれたピンクサロンで下宿先の隣人・葉月かすみと出会ったことをきっかけに葉月ともう1人の隣人・桑名とも親交を深めることになった。
ある日、夏生が一人暮らしを始めて初のお泊まりデートに訪れていた瑠衣であったが、シャワーを浴びている最中に陽菜が夏生の部屋に上がり込んだ。陽菜は酒に酔った勢いで今まで押し殺していた夏生への愛を打ち明けそのまま寝込んでしまう。そのことに動揺した瑠衣は夏生の部屋には泊まらず、その後も夏生を徹底的に避けるようになった。そんな中、夏生はももと再会する。瑠衣から相談を受けていたももは瑠衣が「夏生の心変わりが怖い」という不安を抱いていることを伝えた上で、「瑠衣が離れるも離れないも夏生次第」とアドバイスした。それを受け夏生は、提出期限残り1週間に迫ったフォレスターの脚本制作を差し置いて、瑠衣との対話を求め毎日のようにレストランを訪れるようになる。それすらも避け続ける瑠衣であったが、ある日、雨でずぶ濡れになった夏生を発見、その姿から夏生の愛情を痛感し和解。「陽菜に俺たちの関係を打ち明けよう」という夏生の申し出に同調した。
瑠衣の手伝いもあり無事脚本を仕上げた夏生は、ゴールデンウィークを利用したサークル合宿に参加する。しかし、新人公演の主演に配役された芹沢雅に脚本の内容について質問されるも即答できず、そのことから芹沢の怒りを買い、役を降りると宣言されてしまう。サークルの仲間と夜通しで脚本の詳細を練る中で、小説とは異なる演劇の面白さに気づいていった夏生は、芹沢を説得することにも成功。無事合宿を終えたのであった。
変わりゆく普通
単行本：16巻 - 18巻（第154話 - 第174話）
合宿後、藤井家では陽菜の再就職祝いを兼ねてハイキングに出かける。しかし、その夜、嵐の中で迷子になった夏生と陽菜は小さな小屋で夜を過ごすことになってしまう。その中で、陽菜は改めて夏生への気持ちを見直しあくまで姉として夏生を愛していくことを決心するのであった。一方の瑠衣は自分の知らないところで一夜を過ごした2人の関係性に疑心を抱いてしまう。
夏生は芹沢らとの切磋琢磨を経て、フォレスターの新人公演を大成功に導いた。その一方で、夏生、陽菜と和解したものの依然として夏生との関係に悩む瑠衣はレストランでの包丁仕事中に気を散らしてしまい、手に数針縫う大怪我を負ってしまう。公演の打ち上げ中に瑠衣の怪我を報せ受けた夏生は瑠衣の元へ直行し、心身ともに瑠衣の支えとなることを決意するが、その夏生に対して瑠衣はお互いに依存するのではなく人として自立しなければならないことを提言する。仕事復帰へ向けて動き出した瑠衣は、自身の代理として新たに店に加入した同い年の料理人・梶田時弥と出会う。知り合った当初こそ険悪な雰囲気であったものの、仕事復帰後ともに料理に向き合う中で徐々に信頼関係を築いていくのであった。
そんな中、陽菜にお見合い話が持ち上がる。相手は都樹子の取引先の息子で、一流企業に勤める種部健悟であるという。お見合い自体には乗り気になれず曖昧な回答に留めていた陽菜であったが、ある日職場で偶然種部と遭遇、その場で食事に誘われたのをきっかけに食事やパーティなどに誘われるなど交流を深めていく。この方が自然だと自分に言い聞かせながらも、陽菜は夏生に対する気持ちを忘れられずにいるのだった。
運命と決意
単行本：19巻 - 21巻（第175話 - 第198話）
デートを重ねるうち、次第に独善的な一面を垣間見せ始め身勝手な振る舞いをするようになる種部に対し、不安を抱くようになった陽菜は種部からの結婚を前提とした交際の申し込みを断ってしまうが、それを機に種部からの嫌がらせに悩まされることとなる。小説家としてあるいは料理人としての道を歩み出した夏生や瑠衣を巻き込むまいと誰にも相談することなく、種部からの嫌がらせに1人耐え続ける陽菜であったが、種部の行為は次第にエスカレートし本格的なストーカー行為にまで及び、遂には警察沙汰にまで発展。事態は収束したかに見えたが、警察の登場によって激昂した種部はある日、夏生との待ち合わせに向かう陽菜を刃物で襲う。電話口にて陽菜の危険を察知した夏生は、陽菜を庇って刺されてしまうのだった。
意識不明の重体に陥った夏生であったが、精神世界での亡き母・純との邂逅を経て「まだみんなと一緒にいたい」と生きる道を選択、無事意識を取り戻す。夏生は見舞いに訪れた蔦谷と桃源に新しい小説の題材にかねてより興味のあった犯罪心理を選ぶことを伝えるのだった。それに対して、陽菜は夏生に起こった事態について自責の念に駆られるとともに薄めていくべき夏生の存在が自分にとってますます大きなものになってしまったことに悩み、瑠衣は「夏生が命をかけて陽菜を守った」ということについて2人の関係こそが「運命」なのではと思い悩む。
自身の幸せに一旦目をつむって人生をかけて夏生を支えることを決意して献身的に夏生の入院生活を支える陽菜に対し、夏生らと距離を置き続ける瑠衣であったが、梶田からの「美味いものを作って相手が喜んでくれればそれでいい」というアドバイスを受けて再び2人でいることの幸せを実感する。そんな瑠衣に、店の規模拡大に向けたニューヨーク研修の話が舞い込む。これを受けた瑠衣は「最低1年間」という長期間の研修であることに対して難色を示す。瑠衣は、退院した夏生の下宿を訪れニューヨーク研修について悩んでいることを打ち明けるが、夏生の力強い後押しもありニューヨーク行きを決意。新人公演を機に夏生に想いを寄せ始めていた芹沢の乱入があったものの、陽菜に対しても不在中の不安を伝えた上で、夏生とともに旅立ち前の思い出巡りに向かうのであった。
懸ける価値
単行本：21巻 - （第199話 - ）
夏生は小説執筆のための取材として、拘置所の種部や過去の殺人事件の被害者遺族の元を訪れる。桃源から被害者と加害者両者の想いに寄り添わなくてはならない大変な作業であるという忠告を受けながらも約1ヶ月の執筆を経て原稿を完成させる。夏生は陽菜に対して執筆を支えてくれた感謝と取材対象としてしまったことに対する謝罪を述べ、小説のヒット祈願を行い絆を確かめ合うのだった。そして、小説の発売日、夏生は自身の小説が「傷害事件の被害者大学生が描く短編集」として売り出されていることを知る。事件のことは内密にしておくとの約束のもとでの小説化であっただけに、担当編集者である蔦谷に問い質すと出版社の上層部が決めたことだという説明を受ける。事件の話題性もあって小説は出版社史上でもトップクラスの売れ行きを記録するが、ネット上の一部では「姉に美人局をさせた自作自演被害者」などと根も葉もない中傷が出回っており仄かに炎上状態となってしまっていた。
フォレストの仲間や被害者遺族の読者などから掛けられる暖かい賛辞にホッとした様子を見せる夏生であったが、「傷は浅くない」と分析する陽菜は瑠衣の頼みもあって家族旅行を計画。その折、陽菜は「戻ってこなければ」と後悔の念を打ち明けるが、夏生はそれを制止し「辛いこと＝マイナスなことではない」と陽菜を元気付ける。そして以前チケットを貰っていた芹沢出演の舞台観劇に陽菜を誘った。舞台当日、上演後芹沢の楽屋を訪れた夏生に対して、芹沢は一方的にキスする。夏生は帰宅後瑠衣から届いたクリスマスプレゼントを見て、芹沢に対して曖昧な態度を取り続けてしまっていたことを自責する。こうして、短期間のうちに精神的負担が積み重なった末に夏生は小説が書けなくなってしまう。
梶田とのペアで結果を残す瑠衣に対し、突如として訪れた大スランプに悩む夏生は劣等感や心配をかけたくないという思いから瑠衣はおろか陽菜にすら相談することができずにいた。元文芸部のメンバーで食事会を催すも、瑠衣とのスカイプをきっかけに「今度瑠衣がデートする」という情報を得てしまう。不安とモヤモヤで耐えられなくなった夏生は、遂に芹沢を呼び出し会う約束をしてしまうのだった。身支度を整え家を出ようとしたとき、瑠衣が目の前に現れる。「デートする」というのは「日本に帰国して夏生と会う」の婉曲表現であり夏生へのサプライズだったのだ。大量の食材を抱え目を輝かせる瑠衣とは裏腹に夏生は戸惑いを隠せない。その様子を怪訝に思った瑠衣は、夏生が芹沢と約束をしていたこと、自分の知らない相談ごとを抱えていたことを知り夏生を責めるが、夏生も梶田を部屋にあげていた瑠衣を責めるのだった。部屋を飛び出した瑠衣は、突然約束をキャンセルにされたことが心配になり夏生を訪ねてきた芹沢と鉢合わせる。芹沢に対して一方的に口撃する瑠衣であったが、芹沢から夏生が小説を書けなくなっていることを知らされ、重大な悩み事を自分に言わないまま芹沢に相談していたことに嫉妬した瑠衣はその場を去る。
「ラマン」にて、夏生と喧嘩したこと、つい嫉妬してしまう自身の器の小ささを嘆く瑠衣に対しマスターは「それは『好き』というより『執着』に近い」「気をつけないと感情は違う方向へ向かってしまう」とアドバイスする。気まずいまま実家に集まった2人はそのまま夜を迎えるが、瑠衣が夏生の部屋を訪れ互いに謝罪の言葉を口にし、固く抱擁して互いの愛を確かめ会うのであった。アメリカへの出発の日、瑠衣はバレンタインチョコレートを夏生に手渡す。改めてキスを交わす2人だったが、瑠衣は夏生に対し「別れよう、あたしたち」と別れを告げるのであった。

## 登場人物
声の項はテレビアニメの声優。登場人物名は作中においてカタカナで書かれることが多い（夏生→ナツオ、瑠衣→ルイ、陽菜→ヒナ など）。

### 三姉弟
藤井 夏生（ふじい なつお）
声 - 八代拓、鬼頭明里（幼少期）
本作の主人公。誕生日は7月13日。血液型はA型。身長は178cm。
好きな歌手はKIRINJI、土岐麻子、米津玄師、星野源、YUKI。
好きな作家は太宰治、村上春樹、蓮川要、森見登美彦、佐々木丸美。
小説家を志望している男子学生。赤森高校→茗治大学文学部。癖の強い天然パーマが特徴。父子家庭育ち。
授業中、隠れて執筆を行っているほど創作意欲が強い。整った容姿に世話好きな性分が相まって、異性から非常にモテる。一方、お節介によって厄介事に見舞われるケースも多々あり、その都度解決に導いていく。基本優しい性格だが本人は自覚してないが、優柔不断で異性に対して無神経で無配慮な所があり、そのせいで無意味に不愉快な思いをさせてしまったり、相手を傷つけてしまう所がある。
幼少時、実母・純と死別しており、実父が再婚するまでの10年間は団地で2人暮らしをしていた。再婚を機に、団地から少し離れた場所にある、東京都木多区赤森の一軒家に引っ越した。
高校時代は休み時間などに校舎の屋上で小説を執筆するのが日課であった。高校1年の時、新任教師として赴任してきた陽菜と屋上で偶然鉢合わせたことをきっかけに、互いに相談相手として親交を深めることとなった。屋上で陽菜と接するうちに次第に陽菜に惹かれていく。
高校2年の春頃、教師である陽菜への叶わぬ想いを断ち切るため、行った合コンで知り合った瑠衣と成り行きで肉体関係を結び、童貞を喪失。当初は、瑠衣と関係を持った気まずさから父親の再婚に乗り気でなかったが、瑠衣の一言がきっかけで再婚に同意する。
同居を機に陽菜の不倫を知ることとなり、瑠衣とともに陽菜の不倫関係解消を手助けする。その後、陽菜に対して想いを打ち明け断られるも、度々陽菜に対してアプローチをかけるようになる。そして夏生のアプローチに陽菜が折れる形で、陽菜の一人暮らし開始を機に恋人関係となった。夏休みのお祭りの際でお互い着物のままとして陽菜を固く握っており陽菜から「離してってば！ホントもうムリ！」と言われるシーンがある。
沖縄への修学旅行で陽菜に正式にプロポーズを行い陽菜と肉体関係を持つ。その後旅行先のスナップ写真が原因で陽菜と付き合っていることが学校にばれてしまい、陽菜の失踪をもって別れることとなる。それでも陽菜のことを忘れられず部屋に引きこもっていたが瑠衣や文哉のおかげで立ち直り長編小説を書き上げ、その作品『じゃあ、また。』が文藝大賞アマチュア部門大賞を受賞。
陽菜との破局後、献身的に自身を支えてくれる瑠衣を意識するようになる。かねてより打ち明けられていた瑠衣の好意を受け入れ自身も「瑠衣が大事」としながらも、陽菜を失った経験から「手に入れなければ失うこともない」と考え事実上の両想いにあることを認識しつつあと一歩を踏み出さないままの曖昧な状態が続いた。しかし、高校3年の学園祭最終日の夜、瑠衣の想いの強さを知ったことで、迷いを断ち切って告白し遂に恋人関係となる。
中学時代は「もっさりメガネ」と自嘲するほど冴えない容貌だったが、高校進学を機に眼鏡を外し大幅なイメージチェンジを行っている。この事実を知っているのは、実際にイメージチェンジを施した文哉と瑠衣、昭人、予備校で知り合った愛里栖のみ。
瑠衣の部活見学に立ち会って書庫に入ったことをきっかけに、桐谷が顧問を務める文芸部に入部することになる。桐谷の指導や伝手もあって徐々に小説家としての技量を積み、先述の文藝大賞受賞の他、「文藝夏冬」に読み切りが掲載されるまでに成長を遂げた。
高校卒業後の現在は茗治大学文学部に通い、演劇サークル「フォレスター」の脚本担当をしている。
一人称は「俺」、瑠衣に対しては「お前」または「ルイ」。陽菜に対しては「先生」もしくは「ヒナ姉」と呼んでいたが、修学旅行での陽菜へのプロポーズ後は陽菜への呼び名が「陽菜」に変わり、陽菜と別れ義姉弟としての関係に戻った際は再び「ヒナ姉」と呼んでいたが、漫画の最終話にて夫婦になった後は「ヒナ」と呼んでいる。
橘 瑠衣（たちばな るい）
声 - 内田真礼
本作のヒロイン。誕生日は9月5日。血液型はA型。身長は155cm。
好きな歌手は中島みゆき、山下達郎、さだまさし、フラワーカンパニーズ、黒木渚、森田童子。
好きな作家は宮部みゆき、京極夏彦、湊かなえ、東野圭吾、舞城王太郎。
桜川高校→赤森高校→イタリアンレストラン「テンポ・フェリーチェ」の従業員。ボブカットが特徴。母子家庭育ち。
初期の頃は感情表現に乏しく、ぶっきらぼうな物言いが特徴。当初はいわゆる一匹狼であり、友人関係も希薄だった。貞操観念も緩く、裸体を見られてもあまり気にせず高校2年の時に病院に連れていけない時に熱を出した際に経口薬の解熱剤がなく夏生と都樹子に冷蔵庫にある座薬を使う事にされても文句一つ言わず自身に挿入して欲しいと言う、第1話では出会って間もない夏生に処女を捧げている。作中ではあまり強調されていないが、かなり涙脆い。
母・姉との3人暮らし時代からキャリアウーマンの母、家事下手な陽菜に代わって家事を担っていたことから家事力が高く、特に料理に関しては家事下手な陽菜をフォローしてあまりあるほどの料理の腕前を持つ。そのため、高校卒業後は料理人を目指し実父が経営するイタリアンレストラン「テンポ・フェリーチェ」で働いている。
作中において夏生のお節介に救われた最初の人物。上記のような性格や嗜好から転校先でも浮いていたが、夏生の気配りもあって徐々に同級生たちと打ち解けるようになり、家族としての夏生との付き合いを通じて瑠衣自身の性格も次第に変わっていくことになった。自ら「夏生と出会ったせいで色んな感情を覚えていくみたい」と語っている。ずぼらな姉・陽菜に対しては辛辣な面もあるが、自身にはない明るさを持つ彼女を姉として尊敬し、その身を案じている。
高校時代、周囲の中で未だに処女であることから「見下されるのが嫌」という理由で夏生と肉体関係を結び、彼の初体験の相手となる。しかし、奇しくも互いの親が再婚したことで義理の兄妹となる。当初は夏生に対して特に興味を示していなかったが、家族として友人として接する中で、その優しさに惹かれていった。始めは夏生に対する気持ちが恋であることを自認することができず「違和感、胸ヤケ」と称していた。夏生本人に対して物語序盤より好意を明言しており、様々な出来事に翻弄される夏生を献身的に支え続ける。夏生の曖昧な態度に散々振り回されながらも最初に抱いた恋心を貫き、高校3年の秋にようやく夏生から告白を受け付き合うことになる。
夏生との関係が初めてにして唯一の恋愛関係であるため衝突を起こすこともままあるが、夏生の優しさや周囲の人々からのアドバイスに支えられている。
再婚前は、母・都樹子と姉・陽菜と3人で8階建のマンションに住んでいた。再婚後は遠距離通学を嫌がり、桜川高校から夏生と同じ赤森高校に転入する。転入時点での高校のクラスは2年2組。
実父・幹本丈と別れ、荒んでいた都樹子が夏生の父との出会いで穏やかに変わったことから、都樹子の幸せのために再婚を承諾する。自身と夏生との関係は親や陽菜には隠しており、藤井家で夏生と再会したときも初対面を装っていた。
卒業後の進路について悩み始めた折、丈との再会をきっかけに料理人を志す。家族を捨てた丈の下で働くことについて母・都樹子から猛反対を受け一時は家出するなどしたが、説得に成功し高校3年の春頃より丈の「テンポ・フェリーチェ」でバイトを始めた。高校卒業後も同店で働いており、現在は店舗拡大のために同僚の梶田らとともにニューヨークでの長期研修に臨んでいる。
一人称は「あたし」、陽菜に対しては「ヒナ姉」、夏生に対しては「あんた」または「ナツオ」と呼んでいる。
橘 陽菜（たちばな ひな）
声 - 日笠陽子
本作のもう1人のヒロイン。誕生日は4月6日。血液型はO型。身長は163cm。
好きな歌手は宇多田ヒカル、安室奈美恵、RADWIMPS、今井美樹、スキマスイッチ。
好きな作家は梨木香歩、三浦しをん、池井戸潤、あさのあつこ、島本理生。
好きな芸人はどぶろっく｡
瑠衣の実姉。赤森高校の2年3組担任（英語教師）、バレーボール部の副顧問→ホテルのフロント業務。ロングヘアと巨乳が特徴。
夏生の高校入学時、同じく赴任してきた新任教師。天真爛漫で高い社交性を持ち、その美貌から男子生徒の間では高い人気を誇る。しかし、私生活はだらしがなく瑠衣からも雑に扱われている。実父と別れ長く女所帯で過ごしていたため、異性に対して無防備な面も多い。料理の腕は瑠衣や都樹子も心配するほど悪く、枝豆や冷奴など簡単な物しか作らせてもらえない。酒好きだが、非常に酒癖が悪い。耳が弱い。夏生の髪をわしわしと触ることがお気に入り。
瑠衣が陽菜の社交性を羨望している一方で、陽菜も次女であるが故に自由に振る舞う瑠衣に対して、ある意味でのコンプレックスを抱いている。
新任教師として赴任した直後、屋上にて泣き顔を夏生に見られたこと、夏生が小説を執筆しているのを知ったことがきっかけで、互いに相談相手という関係となるが、未成年である夏生には自身が抱えていた不倫の悩みは当初話していなかった。藤井家との同居をきっかけに夏生にも不倫を知られるところとなり、喫茶店「ラマン」で、夏生・瑠衣・柊と話し合った後に柊と別れることを決意する。
柊と別れた後、夏生より想いを打ち明けられるも、夏生の好意を受け止めながら大人の対応を見せていたが、瑠衣と同様その優しさに触れるうちに徐々に惹かれていき、やがて夏生を受け入れ、修学旅行先のホテルで2人きりになった際夏生と関係を持つ。
夏生と恋人関係になってからもどこか一線を引くような態度を保っていたが、修学旅行の夜、夏生から正式にプロポーズされ、肉体関係も含めて夏生のことを全面的に受け入れた。しかし、卒業アルバムに使う写真の整理中に夏生と付き合っている明確な証拠を突き付けられ、夏生のこれからの将来を案じ自分が学校を去る代わりに公にしないで欲しいと願い出、夏生や瑠衣に何も言わないまま学校を去った。
伊豆大島への異動後、偶然大島を訪れていた夏生と再会した際は冷たく突き放すような態度をとった。ただし、それは夏生のためを思ってのものであり、夏生の読み切りが掲載された「文藝夏冬」を何度も読み返している様子が描かれている他、異動先の生徒の相談に乗った際には夏生とのことを思い出して涙を見せた。
大島の高校でも人気教師となりつつあった中で、教師としての禁忌を起こした自分に生徒を指導する資格があるのかと思い悩むようになり、教師を辞めて東京の実家に戻り英語力を活かしてホテルのフロント業に就くこととなる。そして酔った勢いで夏生の下宿に上がり込み、変わらず抱き続けていた夏生に対する本当の想いを告白した。その後、瑠衣と夏生の関係を知ったことや種部のストーカー騒動を経て、自分の幸せには目を瞑り人生をかけて夏生を支えていくことを決意した。
一人称は「私」、瑠衣に対しては「ルイ」、夏生に対しては当初は「藤井君」と呼んでおり、義理の姉弟となってからは「ナツオ君」と呼んでいる他、自宅での敬語を禁止するとともに自身を「ヒナ姉」と呼ぶよう促している。異動先の生徒（柿崎）の家が経営している酒屋の常連ということもあり、彼から「うわばみ先生」と呼ばれていた。

### 親族
藤井 昭人（ふじい あきひと）
声 - 飛田展男
夏生の実父。眼鏡をかけた中年サラリーマン。
非常に温和だが、取り乱しやすい性格。相談なしに再婚や引っ越しを進めるなど、突飛な行動がしばしば見受けられる。前妻・純（じゅん）を亡くした現在でも、月命日は必ず墓参りに行っている。また、純の葬式にて当時の幼い頃の夏生に「いいんだってば…今日だけは許してくれるよ。」っと衝撃に語った。
橘 都樹子（たちばな つきこ）
声 - 日野由利加
瑠衣・陽菜の実母。一流企業で幹部を務めるキャリアウーマン。バツイチ。旧姓は「幹本」。
品のある気丈とした女性だが瑠衣が高校生２年の時、病院に連れていけない時に熱を出した際には冷蔵庫にある座薬を使う事前提にしたり瑠衣と元旦那の丈の事でもめた際には家から追い出したり追い出したのに謝らなかったり陽菜に会社の利益のためにお見合いをさせたり自己中心的で子供に対して自分の価値観を押し付けたり配慮が足りない所がある。前夫・丈に捨てられ、男性不信に陥っていた。そんな中、昭人の誠実さに魅かれて再婚に至る（仕事上では旧姓のまま通している模様）。
幹本 丈（みきもと じょう）
都樹子の前夫、瑠衣・陽菜の実父。イタリアンレストラン「テンポ・フェリーチェ」のオーナー。バツイチ。
浮気を理由として都樹子・瑠衣・陽菜と離別することになるが、浮気というのは口実であり、実際は経営していたイタリアンレストランの借金が原因である。
都樹子らと別れて2年後、再びの下積み中に響の母親と知り合い、再婚することになる（響は丈の義娘にあたることになる）。再婚後、経営方針を変えてレストラン「テンポ・フェリーチェ」を再開し、店舗を2軒構える。
博愛主義を自称しており、夏生と瑠衣の関係についても「そういうのに理解あるおっさん」と自称して黙認している（むしろ瑠衣のシフト変更や休日などに関して協力的ですらある）。
幹本 響（みきもと ひびき）
丈が再婚した後妻の連れ子。中高一貫のお嬢様学校に通っている。童顔と低身長が特徴。愛称は「ビッキー」。
外見に反して大人びた性格。実父はホステスと関係を持ったことで実母と別れている。初詣の際に瑠衣とはぐれた夏生と偶然出会い、夏生の肩車を利用して丈と母親を探した。その後、瑠衣が丈の下で働き始めた折に丈の義娘として再登場し、以来夏生や瑠衣とも交友関係にある。
藤井 純（ふじい じゅん）
声 - 中原麻衣
昭人の先妻、夏生の実母。故人。夏生の回想シーンおよび深層心理に登場する。
夏生が幼少の時に病気によって死去。これが夏生を本・小説の世界へ誘うきっかけとなった。
昭人曰く「おもしろい人」だったとのこと。

### 赤森高校

#### 文芸部
柏原 もも（かしわばら もも）
声 - 佳村はるか
夏生の同級生。初登場時点のクラスは2組。兄がいる。
派手な出で立ちをした今どきのギャル。茶髪のロングウェーブと巨乳が特徴。交際経験が豊富であり、本人曰く「人数だけで言ったら30人くらい」とのこと。両親は共働きであまり帰ってこず、高層マンションに住んでいる。
左手首にリストカット痕があり、メンヘラ気質で男女間における黒い噂が絶えない。夏生と瑠衣の影響により、文芸部に入部した。夏生に対しては、瑠衣が赤森高校に転入したころから好意を持ち始め、夏生がリストカットの痕を偶然見ても引くどころか夕食を作ってくれたことで、片想いを一層深め、3年時の文化祭の後夜祭で全裸になって告白をしたが、瑠衣の鞄から偶然出てきた瑠衣の髪飾りを夏生が見た時に、夏生の気持ちを知ってしまい、失恋した。その後、卒業式当日に律に告白され、彼と付き合っている。
高校卒業後、茎応大学の医学部に進学。
葦原 美雨（あしはら みう）
声 - 小原好美
夏生の同級生。文芸部の元部長。初登場時のクラスは7組。団地暮らし。晴真（はるま）という4歳下の弟、美夜（みや）という9歳下の妹がいる。
セミロングの黒髪をした清楚系。スレンダーな体型であり、貧乳がコンプレックス。極度のアガリ症。色恋沙汰に対しては大の奥手。桐谷に片想いをしている。
高校卒業後、大学進学して本屋でアルバイトをしている。夏生と同じく小説家志望であったが、文芸部での活動を経て編集者志望となった。
松川・J・アレックス（まつかわ・ジェイ・アレックス）
声 - 畠中祐
初登場時のクラスは5組。夏休み明けに転入してきた帰国子女の日系人。日本生まれ。愛称は「アル」。
陽気でノリがよく、思ったことを包み隠さない性格。父親の転勤により、6歳時にアメリカへ移住した。両親は離婚し、母親と生活している。
下着泥棒を捕まえた際、警察署で遭遇した瑠衣に一目惚れした。夏生と瑠衣の影響で、文芸部に入部。飲食物のアルコール分に非常に弱い。このことが原因で、アメリカ時代の最初の彼女に振られ、沖縄への修学旅行では理性を失い瑠衣を強姦しかけて夏生と殴り合いの喧嘩になった。瑠衣に対しては一途に想いを持ち続け文化祭にて正式に交際を申し込むも振られてしまった。
高校卒業後、バックパッカーとしてアジア方面を回り、子供向け英語塾の講師になる。
桜坂 律（おうさか りつ）
夏生の2学年下。入学時点のクラスは1年1組。愛称は「りっくん」。礼（れい）という弟がいる。好きなライトノベルは『涼宮ハルヒの憂鬱』と『彼女がフラグを折られたら』。
明るく前向きだが、少し子供っぽい性格。中学時代は野球部であり、同級生の女子マネージャーに想いを寄せていた。
ももに対しては、最初は性的興味の面で見ていたが、ももの自宅を訪れた一件から恋愛対象として見るようになる。ももが夏生に振られた時に、一緒に泣くような優しい心を持っている。卒業式当日、もも宛の手紙と第二ボタンを用意して告白しようとしたが、ももに会う前にボタンを溝に落とし失敗。ボタンを探しているところをももに目撃されたことで自分に情けなさを感じ、涙を流しながら告白する。その際に彼の一生懸命さがももに伝わったため、ももと交際することになった。
芝崎 昴（しばさき すばる）
現部長。入学時のクラスは1年5組。愛称は「バルス」。姉がいる。好きな作家は北方謙三、山崎豊子。好きなアイドルはももいろクローバーZ。
プライドが高く、理路整然とした性格。小学校の頃から優等生であり、有名な私立中学へと進む。そんな中、父親の経営していた会社が倒産し、史乃と同じ公立校へ転入した過去がある。この苦悩の人生経験を源泉として、多くの小説を執筆して賞を受賞した。
様々な雑誌の文芸賞を受賞していることから夏生にライバル心を持ち、部内で作品対決を行った。対決の結果、夏生の作品が勝ち、昴は正式に文芸部に入部することになった。
樺沢 史乃（かばさわ ふみの）
夏生の2学年下。入学時のクラスは1年6組。愛称は「フーミン」。好きな作家はあさのあつこ、森見登美彦。
眼鏡女子。かなりの隠れ巨乳。昴とは小学校時代のクラスメート。以前から恋愛感情を抱いており、ときどきフォローに回る。高校2年の夏に告白し、付き合うこととなった。
桐谷 怜士（きりや れいじ）
声 - 緑川光
現国教師、文芸部顧問。独身者。ヘビースモーカー。茗大演劇サークル「フォレスター」のOB。
クールな物言いと鋭い洞察力を持つが、授業をよく自習にするサボり癖がある。実は「蓮川要」名義で密かに執筆活動をしている。柊とは大学時代の後輩にあたり、現在でも交友がある（陽菜との不倫関係についても以前から知っていた）。
かつて勤めていた学校では、不登校になった楠本沙希の自宅をたびたび訪れていた。ある日、桐谷は小説好きという共通点から2人でリレー小説を執筆することを提案、以降も頻繁に沙希の自宅を訪問するようになった。しかし、訪問を重ねるうちに沙希は桐谷に想いを寄せるようになり、ある時いつも通り沙希の自宅を訪れた桐谷は沙希に関係を迫られる。桐谷がそれを拒否したことで沙希の想いは恨みに変わり、学校へ「桐谷に犯された」と虚偽の報告をされてしまう。それにより桐谷は赤森高校へ異動を余儀なくされた。

#### その他の生徒
柾岡 悠弥（まさおか ゆうや）
声 - 益山武明
夏生の友人。愛称は「ユーヤ」。今どきのチャラ男で彼女がいるものの女癖も悪い。大の合コン好き。
見た目に似合わず、進学塾に通っている。実はももと肉体関係を持ったことがある。
木根 和志（きね かずし）
声 - 梶原岳人
夏生の友人。愛称は「カズ」。悠弥と同じくチャラ男。

### 茗治大学

#### 演劇サークル「フォレスター」
木梨 まお（きなし まお）
商学部2年生。広告担当。家庭環境の影響か味覚障害があり、れおは重度のシスコンである。まおが3歳、弟のれおが生後8か月のころまで育児放棄をされ、教会付属の保護施設に入所したという過去を持つ。周りの大人から「育児放棄されて可哀相」と言われたため、入所してすぐのころは「自分達は可哀相な子なんだ」と思っていたが、施設にいるシスターと出会って、彼女から「まおがまおでいてくれるだけでスーパーラッキーなんだよ」と言われ、シスターが明るい性格だったこともあり姉弟ともに明るく真っ直ぐな性格へと育っていった。左手に怪我をして料理がしばらくできなくなった瑠衣にどういう言葉を言えばいいかわからなくなった夏生に、かつてシスターに自分がしてもらったおまじないをした後、「彼女に同情しすぎて彼女を『可哀相な子』にしてほしくない。先のことはわからないけど辛いことや悲しいことがあっても不幸になるわけじゃないんだよ」と言った。
楢 龍一（なら りゅういち）
3年生。部長。SMプレイが好きでドMを公言している。優香の一件で、自身がバイセクシャルであることをカミングアウトしている。
楓本 千佳（あきもと ちか）
3年生。制作担当。男役で宝塚を受験したこともあるため、男役が得意。
榊 華（さかき はな）
3年生。脚本担当。天才とも称される脚本家で、小説もいくつか執筆している。母子家庭であることから「安定した職業に」と望む母親の影響もあり小説家への道は自ら諦めていたが、夏生の熱意に押され小説執筆を続けることを決心した。
実は桃源の娘である。理由は後述するが、文藝賞の授賞式まで桃源とは会ったことがなかった。
黒桂 仁（つづら じん）
3年生。大道具担当。色黒の大柄な男子学生。見た目とは裏腹に仲間想いであり、夏生の演出チェックに徹夜で付き合った。包茎。
檜山 悠二（ひやま ゆうじ）
3年生。音響担当。親友だったタクミからの告白の返事をできず、疎遠になってから一年後にタクミが自殺してしまったため、タクミの自殺に対して責任を感じている。それ故、失踪した優香がタクミの二の舞を演じてしまうのではと思い、優香の捜索に協力する。
水沢 伊吹（みずさわ いぶき）
2年生。役者担当。チャラい男子学生。夏生をピンサロへ連れて行った。楢によれば1年のころはかなり生意気であった模様。
芹沢 雅（せりざわ みやび）
1年生。役者担当。始めは演技もできず脚本について詳細に語ることもできない夏生に対して、演劇に対する熱意がないと感じたことから主役を辞退しようとしたが、夏生たちが夜通し演出をチェックしているのを見て考えを改め、主役を引き受けた。そして演劇を成功させて以来、夏生に恋心を抱くようになっており、寧々から恋愛指南を受けている。
演技力についての評価は高く、一般の劇団からスカウトを受けサークル外でも活動している。
草薙 優香（くさなぎ ゆうか）
1年生。雅の幼馴染で、レズビアン。雅に恋心を抱いている。雅が夏生に恋している上、自分が女であることから雅に自分の気持ちが届くことはないことを痛感し、そこから音信不通になってしまったが、実際は別荘に行っただけだった。優香が首を吊ろうとしていると早とちりした雅の言葉や檜山の身の上話、そして夏生の「好きとか悪いとか気まずいとか、そんな複雑な感情を持ったまま一緒に生きていくこともできるんじゃないかな」という言葉を聞き、雅に対する気持ちを持ったまま雅と一緒にいることを決めた。
葛岡 寧々（くずおか ねね）
1年生。フォレスターに所属している大学生。ゴールデンウィークの合宿では、次々と1年生たちの童貞を奪っていった。えっちなことが好きという理由で男に手を出しているため、友達からは「すけべな寧々」という意味でねね助と呼ばれている。決して容姿が優れているという訳ではないものの、常に短期間で多数の男性と関係を持っている。
過去に想いを寄せていた幼馴染にフラれたことをきっかけに、アダルトビデオを観て研究したことで男性の心を奪う術を身につけた。芹沢に対して経験がない故に色気がないと見下すような発言をしていたが、後に夏生の気を引くための技を伝授するなど芹沢の理解者となった。

#### その他の学生
葉月 かすみ（はづきかすみ）
経済学部1年。島根県出身。夏生の下宿先の隣人。実家での貧乏生活に嫌気がさし大学進学を機に上京した。「いい暮らしがしたい」という気持ちから、サークルの新歓で紹介されたピンサロのバイトを始める。しかし実際はそのような仕事に抵抗を感じており、「どんな理由であれ、やったことは自分の一部になってしまう」という夏生の説得により「フツーのバイト」を探すことを決心した。
夏生が初めて執筆した演劇脚本の題材となった。
桑名（くわな）
夏生の下宿先の隣人。調子外れの弾き語りが趣味で、かすみからは不評を買っている他、隣室である夏生の部屋へ窓伝いに上がり込んでは夏生に世話を焼いている。一切の素性が明かされていない謎の人物であるが、茗大生の間ではかなりの有名人らしく、その素性について「大財閥の御曹司」「裏社会を牛耳るメンバー」「芸能人相手に占い稼業」など様々な憶測が飛び交っている。

### 関係者
栗本 文哉（くりもと ふみや）
声 - 江口拓也
夏生の幼馴染。かつては同じ団地に住んでおり、家族ぐるみで付き合いがあった。趣味はエロ本鑑賞とアダルトゲーム。
ロイド眼鏡をかけた小太りな少年。瓜二つの容姿を持つ母親（声 - 根本圭子）と妹（声 - 榎吉麻弥）がいる。夏生とは幼稚園の頃から付き合いがあり、中学校までずっと一緒だった。現在は違う高校に通っているものの、たまに訪れる夏生のよき相談相手となっている。
喫茶店「ラマン」でアルバイトをしている。高校卒業後、東京大学に進学。
小林 昌樹（こばやし まさき）
声 - 津田健次郎
喫茶店「ラマン」のマスター。長髪に口ひげを生やした長身のオネエ。愛称は「マリー」。
夏生や瑠衣、陽菜をはじめ常連客全員のよき理解者であり、かなり信頼も厚い。相談されたことに対しては口が固く、瑠衣と陽菜など互いに相対する相談ごとを持ち込む相手に対してもそれぞれ真摯に向き合う。
かつてはヤクザの若頭だったが、対立する講談組の若頭・桂木仁に一目惚れし、絶縁同然で組から足を洗う。以降は普通のオネエとして生活している。上半身に入れ墨を入れているため、「ラマン」の常連客が営んでいる銭湯にしか入浴できない。
かなりの巨根であるらしく、銭湯の常連仲間からは「赤森商店街の大砲」と言われている。「エリカ」こと菊池悦夫は、ゲイバーにいた時代からの昌樹のライバル。
萩原 柊（はぎわら しゅう）
声 - 平川大輔
陽菜の元交際相手。有名大学に勤める研究員。32歳。
既婚者だが、束縛が激しい妻とは反りが合わず、後に離婚する。陽菜が伊豆大島に異動した際、再会している。
蔦谷 聡一郎（つたや そういちろう）
声 - 上田燿司
新虹社文芸部の編集員、夏生の担当者。かつては桐谷も担当していた。
スランプに陥った夏生に対して「基本的には『去る者は追わず』だが、君を手放すのは惜しい」と励ますなど夏生の才能を高く評価しており、献身的に執筆作業を支えている。
夏生の初書籍が本人の思いとはかけ離れた売られ方をしたことに心を痛めており、新虹社を辞めてフリーとして執筆を支えることを宣言するほどであった。
桃源 繁光（とうげん しげみつ）
有名な直吉賞作家。本名は胡桃沢繁光（くるみざわ しげみつ）。
執筆のスランプに陥った夏生が、蔦谷の紹介で桃源の書生として行くことになった。気難しい性格から授賞式には一切現れない。夏生が初めて訪れた時点では、自宅内がごみ屋敷状態になっており、無頓着な私生活が描写されている。執筆のための参考資料の数がとても多い他、執筆に際して徹底した取材を行うことから各方面へ顔が広く、信頼も高い。
20年ほど前まで妻と息子がいた。妻が2人目の子の出産のために入院していた時期がちょうど小説家として軌道に乗り始めたころだったために、世話を預かっていたはずの息子の面倒をあまり見ることができずにいた。ある日、息子は桃源の気づかないうちに家から出てしまい、近くの踏切で電車に撥ねられ死亡。それを機に妻とは離婚し、以後一切接触がなくなる。当時の妻のお腹の中にいたのが後の榊華である。それらの事実を夏生に話した数日後に自宅で倒れ、肺に影があることが判明する。
癌が判明した当初は治療せずに、病気は自身に対する「罪」であり「救い」であるとして死を受け入れると主張していたが、娘・華の小説家としての覚悟、宣戦布告を受けて手術して少しでも長く生きることを決意した。
種部 健悟（たなべ けんご）
陽菜の見合い相手。都樹子の取引先である重役の息子。一流企業に勤める高学歴のエリート社員。28歳。
都樹子から陽菜にお見合い相手として紹介され、登場当初は至って真面目で陽菜を食事に誘ったり、靴や酒をプレゼントしたりするなど好印象の青年であった。しかし、次第に恩着せがましい傲慢な性格を現し始め、一方的な好意を押し付けたり、身勝手な言動で陽菜を振り回し困惑させていた。数回に及ぶデートの後、結婚を前提とした交際を申し込むものの断られてしまい、今まで陽菜に与えたプレゼントと食事に使った代金を全て返された。それ以降、陽菜に付き纏ったり嫌がらせをするようになり、家の前を徘徊、用事が無いにも関わらず陽菜の勤務先であるホテルに姿を現すなどストーカー行為をエスカレートさせていく。
やがて、それを知ったホテルのスタッフからホテルを出入り禁止にされた挙句、陽菜からの相談を受け自宅に訪れた警察から「ストーカー規制法に抵触する行為が確認されたため、今後同様の行為がなされた場合、逮捕の可能性がある」と警告される。それに加え、ストーカー行為発覚により懲戒免職となった教職員のネット記事を見たことによる焦りから陽菜を逆恨みするようになり、夏生と待ち合わせしていた陽菜を待ち伏せし、ナイフで刺そうとするまでに至った。結果的に陽菜を庇った夏生の脇腹を刺してしまったことにより、傷害及びストーカー規制法違反の疑いで逮捕されたが種部は殺意を否認。小説の取材のために拘置所を訪れた夏生に対しても、反省の色を見せることなく飄々とした態度を見せた。
ちなみに初登場時は蔓見（つるみ）健悟となっていた（単行本にて種部に修正）。
梶田 時弥（かじた ときや）
瑠衣の同僚。若くして調理師免許を所持しており、経験も豊富であることから怪我をした瑠衣に代わる即戦力として雇われた。リハビリのために包丁を取りに店を訪れた瑠衣を部外者扱いするなど融通の効かないところに始まり無愛想な態度や空気を読まない言動（陽菜曰く「昔の瑠衣みたい」）などもあって、瑠衣からの第一印象は芳しくなかった。しかし、ともに仕事をしていく中で瑠衣から「頼れる友人」と評されるまでに信頼関係を築いている。
裕福ではない家庭事情から、高校には通っておらず中卒で料理の世界へ飛び込んだ。長らく料亭で修行を積んだ経験から、飾り切りなどの細かい技巧を得意としている他金継ぎも会得しており度々瑠衣を感心させている。高い向上心の持ち主であるとともに瑠衣の料理の腕前に対しても高く評価しており、自分より上手い芋の皮むきを披露された時には素直に教示を求めたり、ニューヨーク長期留学の話が持ち上がった際には悩む瑠衣を積極的に誘うなどしている。

### その他
梨花（りか） / 美己奈（みいな） / 叶恵（かなえ）
声 - 菊池紗矢香 / 野口瑠璃子 / 長谷川育美
瑠衣が桜川高校にいた頃の同級生たち。揃って合コン好き。
綾乃（あやの）
声 - 高橋美佳子
「ラマン」の女性従業員。葉大（ようた）（声 - 種﨑敦美）という名前の5歳の息子がいる。
楠本 沙希（くすもと さき）
桐谷の元教え子。桐谷の異動の原因を作った張本人で、その時の恨みから怪文書の送信や文化祭の荒らしを行った。文化祭でのトラブルの後、瑠衣と偶然再会し、その時に瑠衣から「ストーキン子」の愛称を貰う。2度目の学園祭で再び文芸部を訪ね、改めて葦原達に謝罪した。
マキ
陽菜の友人。外資系に勤めるキャリアウーマン。
リフレッシュ休暇の際、沖縄で修学旅行中の陽菜に再会した。住まいの都合で、一時的に陽菜のアパートに住むことになったが、その際、偶然訪れた夏生に全裸の姿を見られてしまう。それでも「一度お話したかった」と夏生を受け入れ、夏生が小説家を目指す上でのビジョンの甘さに活を入れた上、陽菜との関係にエールを送った。
梅田 百合（うめだ ゆり）
ガールクラブ「宵の蝶」のフロアレディ。源氏名は「樹里（じゅり）」。秋田県出身。
夏生にとって初めての取材相手。女優を目指して上京してきたものの結果を残すことができず、遠距離恋愛となっていた高校時代からの彼氏・仲林基樹に対してもその優しさから逃げるように一方的に別れを告げてしまったことを後悔していた。夏生の説得もあって基樹に会いに秋田へ帰郷するも、既に白血病で亡くなっていたことが明らかになった。基樹との再会こそ果たせなかったものの、過去を見つめ直す機会を得たことで再び女優の道を志すことを決意。現在は劇団に所属して活動している。
付き合う直前の夏生と瑠衣との微妙な関係に気づいており、夏生に対して「大事な人の手は離しちゃダメ」とアドバイスを送った。
椿姫 愛里栖（つばき アリス）
夏生が大学受験を正式に決意し、成績が落ちていたことから通い始めた予備校（藻上予備校）で初めて会話した女子高生。自分の容姿および周囲の男子を憎むような卑屈な性格で、夏生に対して、非常に突き放した態度・口調で応対した。
器量の良い年子の妹・ルナが存在したことで、幼少の時から曾祖母に器量の悪さを強く意識させられることとなった他、中学生のころ、教室越しに偶然聞いた幼馴染みの源太とその友達との雑談から、自らをブスと卑下して強く意識に刻み込むこととなり、その影響はその後の愛里栖自身の言動にも大きく反映されることとなった。
小学校のころからのゲーム好きで、ゲームセンターにもよく通っていたが、そこに夏生と一緒に行った際に源太と偶然再会する。源太を見返すために夏生に恋人のふりをしてもらうように頼んだが、瑠衣が現れたことで失敗に終わる。事情を知ってなお愛里栖を笑った源太を殴った夏生の姿を見て、逃げずに源太と向き合うことを決意する。翌日、源太に当時言いたかったことを伝えたことで、わだかまりを捨てた。
予備校では劣等生であったが、夏生との切磋琢磨を経て順調に成績を伸ばした。
木梨 れお（きなし れお）
まおの弟。モデル業をしているイケメン。大のシスコン。
瑠衣に対して好意を抱いている様子。
小椚 尊（おくぬぎ たける）
苔丘出版「週刊ゲンザイ」の記者。34歳。

## 書誌情報
- 流石景 『ドメスティックな彼女』 講談社〈講談社コミックス〉、全28巻
  1. 2014年7月17日発売[講 1]、ISBN 978-4-06-395137-0
  2. 2014年9月17日発売[講 2]、ISBN 978-4-06-395195-0
  3. 2014年11月17日発売[講 3]、ISBN 978-4-06-395248-3
  4. 2015年2月17日発売[講 4]、ISBN 978-4-06-395294-0
  5. 2015年5月15日発売[講 5]、ISBN 978-4-06-395394-7
  6. 2015年8月17日発売[講 6]、ISBN 978-4-06-395462-3
  7. 2015年11月17日発売[講 7]、ISBN 978-4-06-395534-7
  8. 2016年2月17日発売[講 8]、ISBN 978-4-06-395599-6
  9. 2016年5月17日発売[講 9]、ISBN 978-4-06-395678-8
  10. 2016年8月17日発売[講 10]、ISBN 978-4-06-395734-1
  11. 2016年11月17日発売[講 11]、ISBN 978-4-06-395799-0
  12. 2017年2月17日発売[講 12]、ISBN 978-4-06-395870-6（通常版）、ISBN 978-4-06-362351-2（特装版）
  13. 2017年5月17日発売[講 13]、ISBN 978-4-06-395942-0
  14. 2017年7月14日発売[講 14]、ISBN 978-4-06-510068-4（通常版）、ISBN 978-4-06-510127-8（特装版）
  15. 2017年9月15日発売[講 15]、ISBN 978-4-06-510193-3（通常版）、ISBN 978-4-06-510174-2（特装版）
  16. 2017年11月17日発売[講 16]、ISBN 978-4-06-510386-9（通常版）、ISBN 978-4-06-510823-9（特装版）
  17. 2018年2月16日発売[講 17]、ISBN 978-4-06-510964-9（通常版）、ISBN 978-4-06-510965-6（特装版）
  18. 2018年4月17日発売[講 18]、ISBN 978-4-06-511268-7（通常版）、ISBN 978-4-06-511269-4（限定版）
  19. 2018年7月17日発売[講 19]、ISBN 978-4-06-511788-0（通常版）、ISBN 978-4-06-511790-3（特装版）
  20. 2018年10月17日発売[講 20]、ISBN 978-4-06-512990-6（通常版）、ISBN 978-4-06-513636-2（特装版）
  21. 2018年12月17日発売[講 21]、ISBN 978-4-06-513483-2（通常版）、ISBN 978-4-06-514118-2（特装版）
  22. 2019年3月15日発売[講 22]、ISBN 978-4-06-514423-7（通常版）、ISBN 978-4-06-515067-2（特装版）
  23. 2019年6月17日発売[講 23]、ISBN 978-4-06-515317-8（通常版）、ISBN 978-4-06-515233-1（特装版）
  24. 2019年9月17日発売[講 24]、ISBN 978-4-06-516452-5（通常版）、ISBN 978-4-06-515234-8（特装版）
  25. 2019年11月15日発売[講 25]、ISBN 978-4-06-517363-3（通常版）、ISBN 978-4-06-515235-5（特装版）
  26. 2020年2月17日発売[講 26]、ISBN 978-4-06-518454-7（通常版）、ISBN 978-4-06-519259-7（特装版）
  27. 2020年5月15日発売[講 27]、ISBN 978-4-06-518855-2（通常版）、ISBN 978-4-06-518862-0（特装版）
  28. 2020年8月17日発売[講 28]、ISBN 978-4-06-520338-5（通常版）、ISBN 978-4-06-520339-2（特装版）
- 流石景 『ドメスティックな彼女 公式薄い本』 2020年8月17日発売[講 29]、ISBN 978-4-06-520340-8

## テレビアニメ

### 概要
2019年1月から3月まで、毎日放送『アニメイズム』B1枠ほかにて放送された。アニメーション制作はディオメディアが担当。監督はディオメディア作品の『ガーリッシュナンバー』を手がけた井畑翔太、キャラクターデザインは同社の『侵略!イカ娘』シリーズや『悪魔のリドル』、『迷家-マヨイガ-』などに参加していた井出直美があたった。原作が連載中だったため、アニメ版は生徒と性的関係を持っていることが露見した陽菜が、引責辞任で学校を去るエピソードをもって、3人の関係性に答えが出ないまま終了している。
2019年からDMM picturesが促進していた動画視聴サービス「PlayPic」形式で、コミックス第22巻から第25巻の特装版にテレビアニメ版を同梱する形で初リリース。ただしカードに印字された専用コードを読み取り、スマートフォンなどのタブレット上で映像を視聴するという、ディスクレスの新しい映像コンテンツである。この「PlayPic」形式のアニメ版では、テレビ放送で流れなかったセクシャルな映像を含む“袋とじver.”というのがセールスポイントとなった。各特装版1巻ごとにアニメ3話を収録し、この3話のうち1話分が袋とじエピソードに該当した。例として第1話には瑠衣のセックス初体験、第11話では陽菜と夏生の激しい性交描写など。第7話の陽菜のオナニー場面は、股間をまさぐる手と腰の動きに喘ぎ声が加わっている（放送時は静止画で無音）。2019年1月18日にはコミックス第22巻特装版の発売に先駆け、ユナイテッド・シネマ豊洲で“袋とじver.”第1話、第2話の先行上映が行なわれた。
2020年8月に全12話を収録したBlu-ray BOXが、DMM picturesより発売された。内容は「PlayPic」版と完全に同一の“袋とじver.”である。Blu-ray BOX発売前の告知には「特典映像完全収録」とあるが、これはオンエアされなかったセクシー場面を指しているものらしく、実際の商品は本編以外に特典類の収録は何もない。
なお前述の「PlayPic」は、2023年7月31日にサービス終了し、PlayPic公式サイトも閉鎖されている。

### スタッフ
- 原作 - 流石景[11]
- 監督 - 井畑翔太[11]
- シリーズ構成 - 髙橋龍也[11]
- アニメーションキャラクターデザイン - 井出直美[11]
- 美術設定 - 高橋麻穂[4]
- 美術監督 - 魏斯曼[4]
- 色彩設計 - 林由稀[4]
- 撮影監督 - 伊藤康行[4]
- 編集 - 小島俊彦[4]
- 音響監督 - 立石弥生[4]
- 音響制作 - ビットプロモーション[4]
- 音楽制作 - フライングドッグ[4]
- 音楽プロデューサー - 西辺誠
- 音楽 - 甲田雅人[4]
- プロデューサー - 澤田愛理、伊藤洋平、西辺誠、前田俊博、青井宏之
- アニメーションプロデューサー - 天野翔太
- アニメーション制作 - ディオメディア[11]
- 製作 - ドメカノ製作委員会（DMM pictures、講談社、フライングドッグ、毎日放送）

### 主題歌
「カワキヲアメク」
オープニングテーマ。作詞・作曲・歌は美波。
「わがまま」
通常エンディングテーマ。作詞・作曲・歌は瀧川ありさ、編曲は重永亮介。
「Always」
第8話エンディングテーマ。作詞・作曲・歌は瀧川ありさ、編曲は重永亮介。
「儚いキスで終わらせて」
第7話挿入歌。作詞・作曲・編曲はZAI-ON、歌は橘陽菜（日笠陽子）。
「Monochrome」
第10話挿入歌。作詞・作曲・編曲は伊藤直樹、歌は橘瑠衣（内田真礼）。
※第7話と第10話の挿入歌は、2019年3月にフライングドッグから発売された「ドメスティックな彼女」サウンドコレクションに収録。

### 各話リスト
| 話数   | サブタイトル                     | 脚本     | 絵コンテ          | 演出                  | 作画監督                                                               | 総作画監督                 |
| ------ | -------------------------------- | -------- | ----------------- | --------------------- | ---------------------------------------------------------------------- | -------------------------- |
| 第1話  | ここであたしと、してくんない？   | 髙橋龍也 | 井畑翔太          | 井畑翔太              | 井出直美 石川雅一 西田美弥子                                           | 井出直美                   |
| 第2話  | もしかしてしちゃった？           | 髙橋龍也 | 井畑翔太          | 胡蝶蘭あげは          | 井出直美 石川雅一 福田佳太 佐藤勝行 synod                              | 井出直美                   |
| 第3話  | やっぱり、ホントなんですか？     | 髙橋龍也 | 草川啓造          | 大之水枝              | 石川雅一 和田伸一 Park Ji-Ho                                           | 井出直美                   |
| 第4話  | どうなの、君は？                 | 髙橋龍也 | 角地拓大          | 井畑翔太 胡蝶蘭あげは | 福田佳太 西田美弥子 synod                                              | 井出直美                   |
| 第5話  | 好きになってもいい？             | 渡航     | 井畑翔太          | 胡蝶蘭あげは          | 石川雅一 福田佳太 加藤弘将 和田伸一 本田辰雄 菊池一真                  | 井出直美                   |
| 第6話  | 今ここでキスしてみなさい         | 王雀孫   | 青山弘            | 胡蝶蘭あげは          | 福田佳太 本田辰雄 Park Ji-Ho 和田伸一 田中彩 synod                     | 井出直美 小原充 松本麻友子 |
| 第7話  | 付き合うって、こういうことだよ？ | 渡航     | 大村将司 井畑翔太 | 大村将司 井畑翔太     | 石川雅一 福田佳太 西田美弥子 本田辰雄 synod                            | 井出直美 小原充 松本麻友子 |
| 第8話  | 大人じゃなくていいです           | 王雀孫   | 井畑翔太          | 胡蝶蘭あげは          | 石川雅一 福田佳太 加藤弘将 西田美弥子 和田伸一 本田辰雄 synod          | 井出直美 小原充 松本麻友子 |
| 第9話  | そんなこと、言わないで？         | 渡航     | RoydenB           | 胡蝶蘭あげは          | 石川雅一 加藤剣 本田辰雄 大村将司 Park Ji-Ho 菊池一真                  | 井出直美 小原充 松本麻友子 |
| 第10話 | うそつき……っ                     | 王雀孫   | 井畑翔太          | 井畑翔太              | 石川雅一 福田佳太 西田美弥子 大村将司 和田伸一 Park Ji-Ho synod        | 井出直美 小原充 松本麻友子 |
| 第11話 | ホントにいいの？                 | 髙橋龍也 | 吉田徹            | 胡蝶蘭あげは          | 石川雅一 福田佳太 西田美弥子 大村将司 Beak Yeun-Ju synod               | 井出直美 小原充 松本麻友子 |
| 第12話 | ごめんね。愛してる               | 髙橋龍也 | 井畑翔太          | 井畑翔太              | 石川雅一 福田佳太 西田美弥子 大村将司 本田辰雄 和田伸一 synod 井畑翔太 | 井出直美 小原充 松本麻友子 |

### 放送局
| 放送期間                                              | 放送時間                     | 放送局     | 対象地域   | 備考                      |
| ----------------------------------------------------- | ---------------------------- | ---------- | ---------- | ------------------------- |
| 2019年1月12日 - 3月30日                               | 土曜 1:55 - 2:25（金曜深夜） | 毎日放送   | 近畿広域圏 | 製作局 / 字幕放送         |
|                                                       |                              | TBSテレビ  | 関東広域圏 | 字幕放送                  |
| 2019年1月13日 - 3月31日                               | 日曜 1:00 - 1:30（土曜深夜） | BS-TBS     | 日本全域   | BS/BS4K放送               |
| 2019年1月14日 - 4月1日                                | 月曜 22:00 - 22:30           | AT-X       | 日本全域   | CS放送 / リピート放送あり |
| 2019年1月18日 - 4月5日                                | 金曜 1:36 - 2:06（木曜深夜） | あいテレビ | 愛媛県     |                           |
| 2019年1月22日 - 4月9日                                | 火曜 1:28 - 1:58（月曜深夜） | 青森テレビ | 青森県     | 字幕放送                  |
| 毎日放送、TBSテレビ、BS-TBSでは『アニメイズム』B1枠。 |                              |            |            |                           |

インターネットでは、Amazonプライム・ビデオにてテレビ放送に先がけて配信。
| 毎日放送 アニメイズム B1 | 毎日放送 アニメイズム B1 | 毎日放送 アニメイズム B1                    |
| 前番組                   | 番組名                   | 次番組                                      |
| ------------------------ | ------------------------ | ------------------------------------------- |
| 寄宿学校のジュリエット   | ドメスティックな彼女     | 川柳少女 / みだらな青ちゃんは勉強ができない |

## WEB動画
同名タイトルのWEB動画が、体験型恋愛シミュレーションドラマとして実写化され、2016年5月にYouTubeにて公開された。画面上の選択機能により、行動を選択することで、ストーリーの結末が決定する。2016年5月17日に単行本9巻が発売されるのに伴い制作された。

### キャスト
- 陽菜 - 今野杏南[36]
- 瑠衣 - 夏目花実[36]